# ألياف واردة لمسية من النمط سي
الألياف الواردة اللمسية من النمط «سي» هي مستقبلات العصب الموجودة في جلد الثدييات والمسؤولة بشكل عام عن الاستجابة للمنبهات غير المؤلمة مثل اللمس الخفيف. نتيجة لذلك، يمكن تصنيف هذه الألياف باعتبارها «مستقبلات ميكانيكية منخفضة العتبة». تُعد هذه المستقبلات أحد أنواع الألياف العصبية من المجموعة «سي»، إذ تتميز بتجردها من غمد الميالين وببطء سرعة التوصيل الخاصة بها. ترتبط الألياف الواردة اللمسية من النمط «سي» إلى حد كبير بإحساس اللمس اللطيف، على الرغم من توسطها بعض أشكال الألم في بعض الأحيان. اكتشف إيك فالبو الألياف الواردة اللمسية من النمط «سي» باستخدام تقنية التصوير العصبي المجهري.

## المستقبلات الميكانيكية «سي» منخفضة العتبة
العصبونات اللمسية «سي» (عصبونات سي تي) هي فئة من العصبونات «سي» منخفضة العتبة المسؤولة عن تعصيب جلد الإنسان. لدى الحيوانات، يمكن الإشارة إلى هذه العصبونات باسم المستقبلات الميكانيكية «سي» منخفضة العتبة (سي – إل تي إم آر إس). تنتمي عصبونات سي تي إلى الألياف العصبية من المجموعة «سي»؛ المجردة من غمد الميالين وذات سرعات التوصيل البطيئة. اكتشف إيك فالبو الألياف الواردة اللمسية من النمط «سي» باستخدام تقنية التصوير العصبي المجهري.

### البنية والموقع
لُوحظ انتشار عصبونات «سي تي» في الجلد المشعر لدى الإنسان. لدى الحيوانات، أمكن وصف هذه العصبونات وتحديدها بالنسبة إلى الأنماط النسبية للنهايات المحوارية الخاصة بها في الجلد المشعر وفي النخاع الشوكي. في الجلد المشعر لدى القوارض، كانت المستقبلات الميكانيكية «سي» منخفضة العتبة، بالتشارك مع غيرها من المستقبلات الميكانيكية منخفضة العتبة، مسؤولة عن تعصيب نوعين اثنين، من بين ثلاثة أنواع، لبصيلات الشعر (المخرزية / الأوشينية والمتعرجة). يمكن رصد هذه العصبونات أيضًا في جلد الجرذان الأملس. أثبت الباحث باستخدام التقنية الفيزيولوجية الكهربائية المباشرة وجود مجموعة نادرة من المستقبلات الميكانيكية «سي» منخفضة العتبة في الجلد الأملس للقدم الخلفية لدى الجرذان. توجد أيضًا أدلة غير مباشرة على وجود هذه المجموعة في العصبونات الواردة الأولية لدى الفئران وغيرها من الأنواع الأخرى.
لدى الإنسان، تشير بيانات الطبيعة النفسية الحديثة إلى إمكانية وجود عصبونات «سي تي» أيضًا في الجلد الأملس، لكن من المرجح امتلاك هذه العصبونات لسمات حيوية كيميائية وبنيوية مختلفة عن نظيرتها المنتشرة في الجلد المشعر. لدى الحيوانات، أمكن رصد هذه العصبونات في الجلد الأملس للقدم الخلفية لدى الجرذان من خلال استخدام التقنيات الفيزيولوجية الكهربائية، ما يدعم الدليل على وجودها في الجلد الأملس.

### الواسمات الجزيئية
نظرًا إلى أن عصبونات «سي تي» غير ببتيدية الفعل، كان من الصعب استخدام تقنية الوسم المناعي. مع ذلك، أمكن اكتشاف العديد من الواسمات بالتشارك مع بيانات تسلسل الرنا ونماذج الفئران المعدلة جينيًا، بما في ذلك «في جي إل يو تي 3»، و«تي إيه إف إيه 4»، و«سي إيه في 3.3» و«جي آي إن آي بّي» من أجل تحديد المستقبلات الميكانيكية «سي» منخفضة العتبة باستخدام تقنيات التلوين مع هيدروكسيلاز التيروسين (تي إتش).

### دورها في الألم
على الرغم من اعتبار هذه العصبونات غير ألمية ومسؤولة بشكل أساسي عن توسط الأحاسيس الميكانيكية عديمة الضرر منخفضة العتبة، لُوحظ أنها تلعب دورًا في توسط الألم الخيفي – الألم الناجم عن المنبهات غير الألمية – في سياق الألم العضلي الخلفي باستخدام المحلول الملحي مفرط التوتر. ثبت في وقت لاحق وجود دور إضافي لعصبونات «سي تي» في توسط الألم الخيفي في نموذج التقرح العضلي متأخر الظهور، أي الألم التالي للتمارين الرياضية اللامركزية.
في الآونة الأخيرة، أظهرت العديد من الدراسات الحيوانية دور المستقبلات الميكانيكية «سي» منخفضة العتبة في سلوكيات الألم الاعتلالية، ما يشير إلى توسط هذه العصبونات لكل من الألم الخيفي الميكانيكي والبارد، دون توسط فرط التألم الساخن.